# João Batista Ribeiro Júnior
João Batista Ribeiro Júnior (Campina Grande do Sul, 10 de fevereiro de 1914 – Curitiba, 5 de julho de 1977) foi um político brasileiro.
Filho de João Batista Ribeiro e de Maria Ribeiro. Estudou na Faculdade de Medicina do Paraná, onde obteve o diploma em 1939. Em 1940 abriu um clínica em Pirianito, então distrito de Assaí, onde criou um posto de higiene e uma agência de correios e telégrafos. Quando Pirianito se transformou no município de Uraí (1947), foi eleito prefeito da cidade. Foi eleito deputado à Assembleia Legislativa estadual em outubro de 1950, pelo Partido Social Democrático (PSD). Iniciando o mandato em 1951, foi reeleito em 1954 e 1958.
Em 1958 afastou-se do mandato legislativo para ocupar a Secretaria de Agricultura do Paraná; no ano seguinte foi titular da pasta da Fazenda. Ambas as funções foram exercidas durante o governo de Moisés Lupion (1956-1961).
Nas eleições de outubro de 1962 foi eleito deputado federal pelo Paraná. Em conseqüência da extinção dos partidos políticos pelo Ato Institucional Número Dois e da posterior instauração do bipartidarismo, filiou-se em 1966 à Aliança Renovadora Nacional (Arena).